# 澧田镇
澧田镇是中华人民共和国江西省吉安市永新县下辖的一个行政建制镇。

## 行政区划
澧田镇下辖以下村级行政区划单位：
澧田社区、澧田村、芦溪村、九西村、弓田村、平源村、西陂村、枧田村、合田村、田味村、江南村、洋溪村、南城村、中居村、夏幽村、汤溪村、汉山村、田丰村、下王村、浬西村、草市坳村、芰田村、双江村、横楼村、华山村、成都村和龙城村。